# Listă de filme poloneze din anii 1990
Aceasta este o listă de filme poloneze din anii 1990.
| 1990                                              |                      | |                           |                                                                       |
| Pogrzeb kartofla                                  | Jan Jakub Kolski     | Franciszek Pieczka, Adam Ferency                                                                          | film dramatic             | A fost prezentat la Festivalul de Film de la Cannes din 1991          |
| Ucieczka z kina "Wolność"                         | Wojciech Marczewski  | | film de comedie           | A fost prezentat la Festivalul de Film de la Cannes din 1991          |
| Korczak                                           | Andrzej Wajda        | |                           | A fost prezentat la Festivalul de Film de la Cannes din 1990          |
| 1991                                              |                      | |                           |                                                                       |
| Rozmowy kontrolowane                              | Sylwester Checinski  | Stanislaw Tym, Krzysztof Kowalewski                                                                       | comedie neagră            |                                                                       |
| Europa Europa (Hitlerjunge Salomon)               |                      | | film istoric              | Coproducție                                                           |
| Podwójne życie Weroniki (Viața dublă a Veronicăi) | Krzysztof Kieślowski | |                           | A câștigat trei premii la Festivalul de Film de la Cannes din 1991    |
| 1992                                              |                      | |                           |                                                                       |
| Jeszcze tylko ten las                             | Jan Lomnicki         | Ryszarda Hanin, Joanna Friedman, Marta Klubowicz, Marzena Trybala, Marek Bargielowski, Boguslaw Sochnacki | film de război            |                                                                       |
| 1993                                              |                      | |                           |                                                                       |
| Dwa Ksiezyce                                      | Andrzej Baranski     | |                           | Pe baza unui roman din 1930 de Maria Kuncewiczowa                     |
| 1994                                              |                      | |                           |                                                                       |
| Jańcio Wodnik                                     | Jan Jakub Kolski     | |                           | A fost prezentat la Festivalul de Film de la Cannes din 1994          |
| Trei Culori: Roșu                                 | Krzysztof Kieślowski | | dramatic                  | A intrat în concurs la Festivalul de Film de la Cannes din 1994       |
| Trei Culori: Alb                                  | Krzysztof Kieślowski | Zbigniew Zamachowski, Julie Delpy                                                                         | dramatic                  |                                                                       |
| 1995                                              |                      | |                           |                                                                       |
| Wielki tydzień                                    | Andrzej Wajda        | |                           | A intrat în concurs la Festivalul de Film de la Berlin, ediția a 46-a |
| Polska smierc                                     | Waldemar Krzystek    | Cezary Pazura, Agnieszka Pilaszewska, Jan Machulski, Henryk Bista, Igor Przegrodzki                       |                           |                                                                       |
| Szczur                                            | Jan Lomnicki         | Jan Englert, Mariusz Benoit                                                                               | dramatic                  |                                                                       |
| 1996                                              |                      | |                           |                                                                       |
| Cwał                                              | Krzysztof Zanussi    | Maja Komorowska                                                                                           | film dramatic             | A fost prezentat la Festivalul de Film de la Cannes din 1996          |
| Panna Nikt                                        | Andrzej Wajda        | Anna Mucha, Anna Wielgucka                                                                                | film dramatic             | A intrat în concurs la Festivalul de Film de la Berlin, ediția a 47-a |
| Szamanka (Șamanul)                                | Andrzej Zulawski     | | film dramatic             |                                                                       |
| 1997                                              |                      | |                           |                                                                       |
| Historie miłosne                                  | Jerzy Stuhr          | Jerzy Stuhr                                                                                               |                           |                                                                       |
|                                                   |                      | |                           |                                                                       |
| 1998                                              |                      | |                           |                                                                       |
| Fotoamator                                        | Dariusz Jablonski    | | documentar                |                                                                       |
|                                                   |                      | |                           |                                                                       |
| 1999                                              |                      | |                           |                                                                       |
|                                                   |                      | |                           |                                                                       |
| Kiler-ów 2-óch                                    | Juliusz Machulski    | Cezary Pazura                                                                                             | acțiune, dramatic-comedie | Continuare a filmului Kiler din 1997                                  |